# Боженко Василь Артемович
Василь Артемович Боженко (нар. 7 лютого 1936, Херсонська область) –
український художник, вчитель вищої категорії, лауреат I Всесвітнього фестивалю народної творчості (Київ).

## Біографія
Боженко Василь Артемович - удожник-професіонал, який більше 50-и  років свого життя  присвятив живопису, народився він у селі  Новорайськ Бериславського району Херсонської області .  У  1937 року у сім’ї  Боженків помер батько.  Мати  виховувала сама трьох синів, старшому  з яких було тоді 14 років, а найменшому - всього рік. Любов до мистецтва, книги та краси  вона  прищепила усім дітям.
У 1953 році , після закінчення школи, поїхав на будівництво Каховської ГЕС за комсомольською путівкою. У 1963 році (відслуживши армію)  вступив до  Дніпропетровського художнього  училища, яке закінчив у 1968 р.  У  1978 році закінчив художньо-гарфічний факультет . Майже 30 років викладав образотворче мистецтво у Бериславському педагогічному училищі, за цей час став вчителем вищої категорії. 
До 2022  року художник жив під самим Херсоном в селищі Зимівник.  6 червня 2023 року після  підриву російськими окупантами Каховської ГЕС  подвір’я майстра разом  із будинком  затопила  вода, Василь Боженко до останнього відмовлявся евакуюватися – не міг наважитися  покинути дім із  власною майстернею  на другому поверсі, де зберігалися всі його картини.
Декілька днів після  катастрофи художник  не знав, що з будинком і його картинами, створеними  за весь період його творчості. . Згодом стало відомо, що вода значно пошкодила перший поверх будинку, але  майстерня  на другому поверсі не постраждала.

## Творчість
Малювати В. А. Боженко почав із дитинства.  Але навчити усім секретам живопису у селі не було кому.  Першими вчителями стали художники й фахівці з Академії архітектури України, які  проектували в Каховці літній театр, палац культури та працювали над декоративним оздобленням житлових будинків:  Григорій Довженко, Борис  Мизін, Василь  Піаніду, Альбін Гавдзинський.  Він познайомився із ними у 1953 року на будівництві Каховської ГЕС, куди після школи потрапив  за комсомольською путівкою.  Боженко працював на будівельному майданчику, одночасно придивляючись до роботи митців. Спілкуючись із художниками Василь Артемович зрозумів, що мистецтво – це його покликання.
У Дніпропетровському художньому училищі викладачами були:  Борис Шутуров -випускник Ленінградського інституту живопису, скульптури та архітектури; Георгій Чернявський- заслужений діяч мистецтв України, учень видатного українського художника Карпа Трохименка; Михайло Кокін - майбутній народний художник України.
У 1968 р. В/ Боженко пише дипломну роботу – картину «Пастухи на Кавказі слухають репортаж футбольного матчу» та отримує «відмінно» і  диплом професійного художника .  Після закінчення училища починає працювати викладачем малювання у  Бериславському  педагогічному училищі. 
В Одеському педагогічному інституті ім. К. Ушинського навчався у Петра Афанасійовича Злочевського – народного художника України, професора живопису, головного художника Одеського театру опери та балету.
Жанрова картина «Лучниці», що зображує спортсменок під час змагань, стала  дипломною роботою Боженка . Перед художником відкрито нові горизонти. Але  він залишається працювати в Бериславі.  Скоро  на його персональних виставках в  Бериславі, Новій Каховці, Херсоні з’являється нова серія робіт, на яку надихнули митця дніпровські береги.
1981 року В. Боженко стає лауреатом першого всесоюзного фестивалю народної творчості в Москві, а  у 1996 р. телебачення України знімає фільм про нього «Спасибі, майстре».
Вдома у художника зберігається багато картин із зображенням  бузку – букети різних кольорів і відтінків. За словами художника: «Я в Херсоні не найкращий художник. Проте краще бузок, ніж я, ніхто не «робить».  Крім того, дуже багато краєвидів Берислава-  узбережжя Каховського водосховища, а також знаменитої  Басанки – старої пристані біля мосту, об'єктів історичної спадщини, розташованих у Бериславському районі (зокрема,  руїни фортеці Кизи-Кермен, залишки старовинних храмів і будівель Бізюкова монастиря)».  Василь Артемович – член  Херсонського Коша Українського козацтва.
Художник працює у різних техніках ( найчастіше – олія і акварель)  і багатьох жанрах ( пейзажі, натюрморти, портрети).  Брав участь у  великій  кількості  виставок всеукраїнського та регіонального рівнів, має чимало персональних експозицій. Дуже  любить писати на природі на самоті, а свої картини легко і  з радістю дарує шанувальникам.
Роботи Василя Артемовича  експонуються у  багатьох  вітчизняних музеях, знаходяться  у приватних колекціях за кордоном.  Художник постійно бере участь у різноманітних виставках, які проводяться в Україні.  Георгій Петров, один із найстарших художників України, колега і друг В. Боженка відгукнувся про художника так: «У портретах вражає справжня пронизлива майстерність і знання світу й людей. Натюрморти приваблюють цікавими рішеннями, грою світла й кольору, а в пейзажах завжди присутній ліричний настрій, хвилююча краса рідного краю, з деревами, водою й небом, що відображаються одне в одному. Справді, Боженко має дивовижний хист бачити й відчувати цей прекрасний світ».  
Картини, які презентувалися на виставках у Бериславі  і Новій Каховці до початку війни, під час окупації викрали росіяни.
Проте, попри важкі випробування війною, художник сповнений творчої енергії та оптимізму. На запитання про найкращу роботу Василь  Боженко вказує на  чисте полотно, вважаючи, що найвдаліша робота ще попереду.

###### Твори
- картини :  «Каплиця на старому військовому цвинтарі Берислава», «Завірюха»,  «Поштарка», цикл робіт «Краєвиди Берислава», «Ранок», «Тихі плеса»,  «Останні фортеці КизмКарман», «Вечоріє, «На промисел», «Готують снасті», «Родина рибалки», «Мрійники»;

- жанрові роботи: «Лисяча шапка», "Портрет дружини", автопортрет «Василь-козак»;
- натюрморти: «Жоржини», «Бузок», «Овочі», «Польові квіти».